# Chrysosoma latiapicatum
Chrysosoma latiapicatum är en tvåvingeart som beskrevs av Van Duzee 1933. Chrysosoma latiapicatum ingår i släktet Chrysosoma och familjen styltflugor. Inga underarter finns listade i Catalogue of Life.